# 伽伐尼环形山
伽伐尼环形山（Galvani）是位于月球正面西北边缘的一座古老大撞击坑，约形成于39.2-38.5亿年前的酒海纪，其名称取自十八世纪意大利医生、解剖学家、生理学家暨物理学家路易吉·伽伐尼（1737年-1798年），1961年被国际天文学联合会正式批准接受。

## 描述
该陨坑西北部分覆盖了兰利环形山、北面坐落着巨大的环壁平原-伏打环形山，雷普索尔环形山位于它的东北、东南和西南分别横亘了杰勒德环形山和麦克劳克林环形山。环形山东北壁切入了雷普索尔月溪，而南面则蜿蜒着长约100公里的杰勒德月溪（Rimae Gerard），往东则濒临风暴洋。该陨坑中心月面坐标为49°36′N 84°36′W / 49.6°N 84.6°W，直径76.83公里，深度约2.78公里。由于该陨坑所处的位置，从地球上看，显示角度极低，外观也随透视作用而高度变形。其能见度往往取决于月球的摄动，因此，有时会从视线中消失。
伽伐尼环形山外观接近圆形，坑壁已严重磨损、钝化，沿西南边缘附靠了一座小陨坑，使该侧坑壁显得较其它部分更平直。坑壁平均高出周边地形1330米，内部容积约5397立方千米。陨坑西侧内壁较东侧更宽厚，因此，使平坦坑底的中心点位置略显东移，来自雷普索尔月溪的一道月沟穿过它的东北壁，横贯整个坑底，该月沟在中心点附近一分为二，分别朝西南偏西和南部方向继续延伸出去。

## 卫星陨石坑
按惯例，最靠近伽伐尼环形山的卫星坑将在月图上以字母标注在它的中心点旁边.

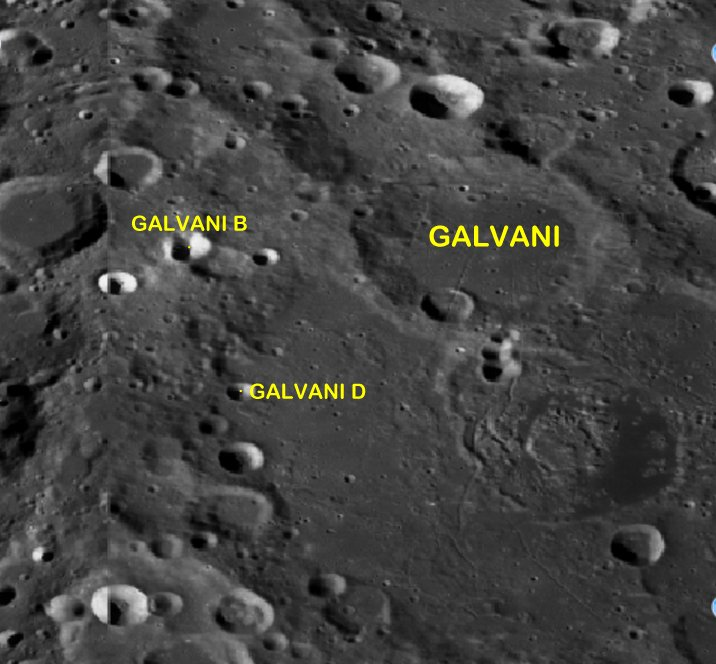
月球勘测轨道飞行器拍摄

| 伽伐尼 | 纬度    | 经度    | 直径    |
| ------ | ------- | ------- | ------- |
| B      | 49.5° N | 89.0° W | 15 公里 |
| D      | 47.8° N | 88.3° W | 13 公里 |

## 参引资料
1. 1 2 3 4  Lunar Impact Crater Database
2. ↑   (PDF).   [2017-03-11]. （原始内容存档 (PDF)于2016-12-27）.
3. ↑  .   [2017-03-11]. （原始内容存档于2018-06-30）.

## 另请参阅
- Andersson, L. E.; Whitaker, E. A. . NASA RP-1097. 1982.
- Blue, Jennifer. . USGS. July 25, 2007  [2007-08-05]. （原始内容存档于2012-04-08）.
- Bussey, B.; Spudis, P. . New York: Cambridge University Press. 2004. ISBN 978-0-521-81528-4.
- Cocks, Elijah E.; Cocks, Josiah C. . Tudor Publishers. 1995. ISBN 978-0-936389-27-1.
- McDowell, Jonathan. . Jonathan's Space Report. July 15, 2007  [2007-10-24]. （原始内容存档于2012-05-26）.
- Menzel, D. H.; Minnaert, M.; Levin, B.; Dollfus, A.; Bell, B. . Space Science Reviews. 1971, 12 (2): 136–186. Bibcode:1971SSRv...12..136M. doi:10.1007/BF00171763.
- Moore, Patrick. . Sterling Publishing Co. 2001. ISBN 978-0-304-35469-6.
- Price, Fred W. . Cambridge University Press. 1988. ISBN 978-0-521-33500-3.
- Rükl, Antonín. . Kalmbach Books. 1990. ISBN 978-0-913135-17-4.
- Webb, Rev. T. W.  6th revised. Dover. 1962. ISBN 978-0-486-20917-3.
- Whitaker, Ewen A. . Cambridge University Press. 1999. ISBN 978-0-521-62248-6.
- Wlasuk, Peter T. . Springer. 2000. ISBN 978-1-85233-193-1.